# Bartoloměj z Čech
Bartoloměj z Čech OFM, činný na konci 15. století byl český františkán a misionář nebo přinejmenším poutník na Blízkém východě. Podle Balbína napsal dílo Laudes Peregrinationis Jerosolymitanae, které začíná incipitem: Gloriosa dicta sunt de te Civitas Dei, cujus fundamenta in montibus sanctis &c.. Podle Balbínova soudu šlo o „knihu více než hodnou přečtení, v níž jsou do podstaty popsány a částečně vyvráceny omyly a hereze příznivců Koránu, muslimů a Arménů.“ Jak sám v díle uvádí, napsal knihu na základě zkušeností, které nasbíral na cestě Malou Asií, kam byl poslán z rozhodnutí generální kapituly františkánů v Miláně r. 1498
V polovině 13. století žil jiný Menší bratr Bartoloměj z Čech jmenovaný opakovaně církevním inkvizitorem pro české země a Polsko, kázající na podporu soudobých křížových výprav a působící jako lektor studií v brněnském klášteře.
Jistý Bartoloměj z Ratiboře byl definitorem české františkánské provincie v letech 1506–1508 a 1511–1513. Zda se jednalo o téhož bratra, jehož Balbín uvádí jako „z Čech“, je vzhledem k odlišným přídomkům u jmen spíše nepravděpodobné.